# Ла-Шатеньере
Ла-Шатеньере (фр. La Châtaigneraie) — коммуна на западе Франции, регион Пеи-де-ла-Луар, департамент Вандея, округ Фонтене-ле-Конт, центр кантона Ла-Шатеньере. Расположена в 56 км к востоку от Ла-Рош-сюр-Йона и в 87 км к юго-западу от Пуатье, в 28 км от автомагистрали А83. 
Население (2019) — 2 586 человек.

## Достопримечательности
- Церковь Святого Иоанна Крестителя XIX века в стиле неоготика
- Шато Шатне 1870 в стиле псевдо-Людовика XIII
- Шато Седр 1871 в стиле неоренессанса
- Виадук Кокийо на реке Мер

## Экономика
Структура занятости населения:
- сельское хозяйство — 0,4 %
- промышленность — 15,8 %
- строительство — 4,6 %
- торговля, транспорт и сфера услуг — 45,6 %
- государственные и муниципальные службы — 33,5 %

Уровень безработицы (2019) — 13,5 % (Франция в целом —  12,9 %, департамент Вандея — 10,5 %). 

Среднегодовой доход на 1 человека, евро (2019) — 19 590 (Франция в целом — 21 930, департамент Вандея — 21 550).

## Демография
Динамика численности населения, чел.

## Администрация
Пост мэра Ла-Шатеньере с 2020 года занимает Мари-Жанна Бенуа (Marie-Jeanne Benoit). На муниципальных выборах 2020 года возглавляемый ею правый список был единственным.
| Период | Период | Фамилия             | Партия        | Примечания                 |
| ------ | ------ | ------------------- | ------------- | -------------------------- |
| 1971   | 1989   | Клод Бонно          |               |                            |
| 1989   | 1995   | Бернар Жендрийон    | Разные правые | руководитель предприятия   |
| 1995   | 2008   | Мари-Кристин Эрбуйе | Разные правые | врач-педиатр               |
| 2008   | 2014   | Бернар Буараме      |               | директор центра управления |
| 2014   | 2016   | Жозеф Бонно         | Разные правые | предприниматель            |
| 2016   | 2020   | Николя Мопети       | Разные правые | ортопед                    |
| 2020   |        | Мари-Жанна Бенуа    | Разные правые | медсестра                  |

## Галерея

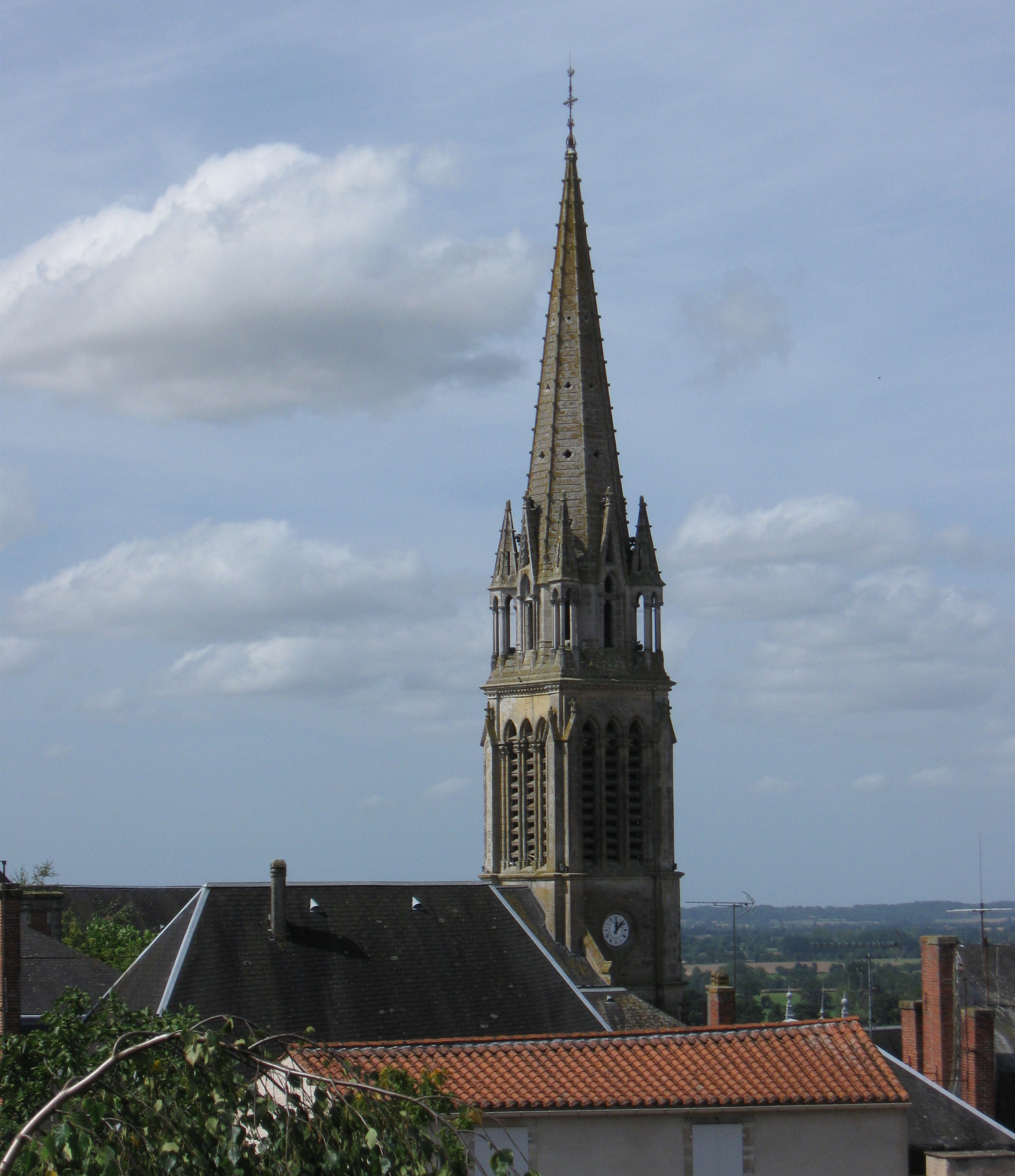
Колокольня церкви Святого Иоанна Крестителя
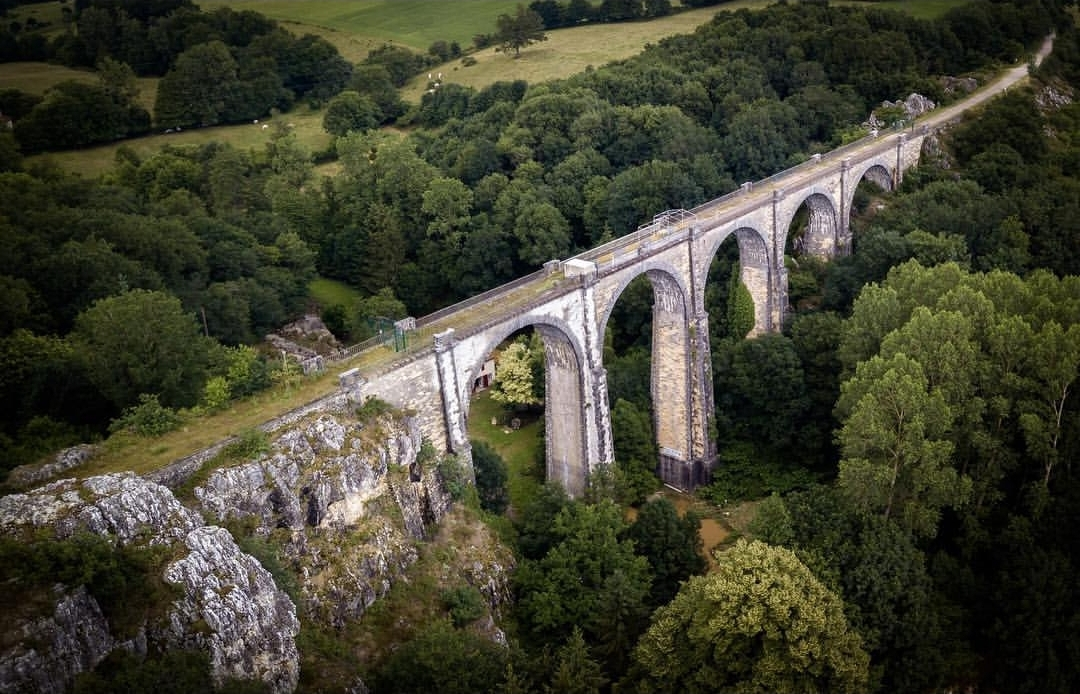
Виадук Кокийо